# 24h (chương trình truyền hình)
24 Giờ (tiếng Trung: 二十四小时, tiếng Anh: Twenty Four Hours) là chương trình thực tế ngoài trời được phát sóng trên kênh vệ tinh Chiết Giang. 6 vị khách nam sẽ là các vị khách thường xuyên (người chơi chính) hóa thân thành thành viên đi biển đến từ 600 năm trước, trải qua nhiều cuộc hành trình li kì.

## Tóm lược nội dung

### Mùa 1
Mỗi tập sẽ có một thành viên được chỉ định là "Chủ nhân của tinh tú", "Chủ nhân của tinh tú" phải trong vòng 24h hoàn thành các nhiệm vụ được giao và không để thành viên khác phát hiện thân phận. Sau 24h, nếu các thành viên khác phát hiện ra "Chủ nhân của tinh tú" thì các thành viên sẽ nhận được một vì tinh tú (tương ứng cho từng tập). Ngược lại, nếu không bị phát hiện, "chủ nhân của tinh tú" sẽ nhận được hai vì tinh tú

### Mùa 2
Mùa 2 lấy bối cảnh là các thủy thủ thời không trên con đường đi tìm các tín vật của "Nữ thần biển". Mỗi tập sẽ có thủy thủ mang thân phận đặc biệt, trong vòng 24 giờ phải hoàn thành các nhiệm vụ được giao và không để các thành viên khác phát hiện. Người giành chiến thắng trong từng tập sẽ nhận được từng tín vật của Nữ thần biển